# Rafael Savino
Rafael Armando Savino (Buenos Aires, 12 de enero de 1944-Buenos Aires, 7 de julio de 2021) fue un empresario argentino, que ocupó el cargo de presidente del Club Atlético San Lorenzo de Almagro entre 2004 y 2010, siendo reemplazado por Carlos Abdo. 

## Vida
En 1974, fundó Elecsa Electricidad S.A., que crecería de la mano de su excelente relación con Julio Grondona, que a su vez se desempeña en el rubro de la ferretería. Desde sus inicios y hasta la actualidad se encuentra ubicada en el barrio de Monserrat.
Antes de llegar al gobierno de San Lorenzo secundando a Guil, se había presentado a varias elecciones como candidato a presidente, sin éxito. De hecho, en 2001, al iniciarse la campaña nuevamente era él quien encabezaba la fórmula, pero durante el transcurso de la misma se decidió que Guil fuera por el puesto máximo.
Fue vicepresidente durante la gestión de Alberto Guil. En 2004 venció en las elecciones a la lista San Lorenzo Para Todos, por 650 votos. El único título lo obtuvo en 2007, cuando luego de la contratación de Ramón Ángel Díaz logró obtener el Clausura 2007. Luego apuntó a obtener la Copa Libertadores a disputarse en 2008, pero quedó eliminado a manos de la Liga Deportiva Universitaria de Quito en los cuartos de final. En este período se profundiza la debacle institucional y económica, con un club que se vio intervenido por grupos inversores, el pasivo aumentó considerablemente y el patrimonio fue desmantelado. Deja oficialmente su cargo a finales de 2012.
Durante su último mandato sufrió graves problemas cardiovasculares vinculados a su tabaquismo, que lo obligaron a tomarse largas licencias de la presidencia del club.

## Muerte
El 7 de julio de 2021 Savino falleció debido a un Accidente Cerebrovascular (A.C.V.) 

## Palmarés
- Primera División de Argentina (2007)